# Loris Francini
Loris Francini (1962) è un politico sammarinese.

## Biografia
Ha aderito al Partito Democratico Cristiano Sammarinese.
È membro del Consiglio Grande e Generale, al quale è stato eletto con 686 preferenze.
È stato eletto Capitano Reggente della Repubblica di San Marino per il periodo aprile – ottobre 2006 assieme a Gianfranco Terenzi.
L'elezione da parte del Consiglio Grande e Generale è avvenuta al turno di ballottaggio, in cui la coppia di esponenti democristiani ha superato la coppia espressa dal Partito dei Socialisti e dei Democratici (Patrizia Busignani e Alberto Cecchetti) con 31 voti contro 24.
L'elezione di due membri dello stesso partito rappresenta un fatto insolito nella prassi istituzionale della Repubblica.
Aveva già ricoperto la carica per il periodo aprile – ottobre 1998 assieme a Alberto Cecchetti.